# San Rafael (Haití)
San Rafael (en francés Saint-Raphaël y en criollo haitiano Sen Rafayèl) es una comuna de Haití que está situada en el distrito de San Rafael de la Angostura, del departamento de Norte.

## Geografía
Está situada en la base del Massif du Nord a orillas del río Boyajá (en francés: Bouyaha); queda a unos 400 m s. n. m. Es una ciudad cercana a San Miguel de la Atalaya (22 km).

## Secciones
Está formado por las secciones de:
- Bois Neuf
- Mathurin
- Bouyaha
- San-Yago (que abarca la villa de San Rafael)

## Demografía
| Gráfica de evolución demográfica de San Rafael entre 2009 y 2015 |
|                                                                  |

Los datos demográficos contemplados en este gráfico de la comuna de San Rafael son estimaciones que se han cogido de 2009 a 2015 de la página del Instituto Haitiano de Estadística e Informática (IHSI). 

## Historia
Fue fundada como San Rafael de La Angostura en 1761 por colonos canarios en terrenos de la Capitanía General de Santo Domingo, la mayoría provenientes de Gran Canaria, aunque parte importante provino de canarios de la cercana ciudad de Hincha. Su población aumentó en forma algo significativa, llegando a tener en 1783 1.079 habitantes. Fue ocupada por Toussaint Louverture en 1794.

## Monumentos y lugares históricos
- Fort Rivière (Fuerte Río), que data de la época colonial en Santo Domingo, construido para evitar un avance francés después de la independencia haitiana en 1804, debido a que Francia ocupada el lado este de la isla, hasta que fue expulsada por los españoles en la guerra de Reconquista en 1809.
- Las ruinas del Fort Neuf (Fuerte Nuevo) se encuentran en la sección comunal de Bois-Neuf y fue parte de un sistema defensivo antifrancés que jamás fue terminado.
- La gruta de San Rafael Arcángel, situada en la base de una montaña al oeste de la ciudad, frente a una iglesia católica.

## Personas ilustres de San Rafael
- Andrés de Heredia, fundador de la ciudad en 1761.
- Jean-François Joseph Debelle (Voreppe, 1767- San Rafael, 1802), militar francés, miembro de la Expedición de Saint-Domingue (1801-1803).

## Ver
- Hincha
- Juana Méndez
- San Miguel de la Atalaya
- Las Caobas